# Dejan Kukić
Dejan Kukić (serbisch-kyrillisch Дејан Кукић; * 4. August 1995 in Belgrad) ist ein serbisch-kroatischer Fußballspieler.

## Karriere
Kukić begann seine Karriere beim FK Železnik, bei dem er ab 2014 auch in der Kampfmannschaft spielte. Zur Saison 2014/15 wechselte er zum FK Budućnost Dobanovci. Im Januar 2015 kehrte er zu Železnik zurück. Zur Saison 2015/16 schloss er sich dem FK Sremčica Belgrad an. Zur Saison 2017/18 wechselte er zum FK Ušće Novi Beograd. Im Januar 2018 wechselte der Verteidiger nach Slowenien zum Zweitligisten NK Fužinar. Für Fužinar kam er in den folgenden eineinhalb Jahren zu 38 Einsätzen in der 2. SNL.
Zur Saison 2019/20 kehrte Kukić nach Serbien zurück und wechselte zum Zweitligisten FK Bačka. Für Bačka absolvierte er eine Partie in der Prva Liga. Im Januar 2020 wechselte er nach Österreich zum viertklassigen DSV Leoben. Für Leoben kam er allerdings aufgrund des COVID-bedingten Saisonabbruchs nie zum Einsatz.
Zur Saison 2020/21 wechselte der Abwehrspieler nach Malta zum Erstligisten Senglea Athletics. Für Senglea kam er zu 18 Einsätzen in der Maltese Premier League, ehe auch diese Saison COVID-bedingt abgebrochen wurde. Mit Senglea stieg er daraufhin aus der Premier League ab. Danach kehrte er zur Saison 2021/22 zu Fužinar zurück, wo er weitere 14 Partien in der 2. SNL machte. Im Februar 2022 wechselte er ein zweites Mal nach Österreich, diesmal zum Regionalligisten WSC Hertha Wels.